# Хінотега
Хінотега (исп. Chinandega) — місто в Нікарагуа, столиця департаменту Хінотега.

## Географія
Місто розташоване в південно-західній частині департаменту. Абсолютна висота - 1039 метрів над рівнем моря .

## Населення
За даними на 2013 рік чисельність населення міста становить 50 175 осіб .
 Динаміка чисельності населення міста по роках: 
| 1971   | 1995   | 2000   | 2005   | 2013   |
| ------ | ------ | ------ | ------ | ------ |
| 10 235 | 30 824 | 43 789 | 41 134 | 50 175 |